# 瓦爾多斯塔
瓦爾多斯塔（英語：Valdosta）是一個位於美國喬治亞州朗茲縣的城市。根據2010年美國人口普查，該地人口為54518人，而該地的面積約為78.40平方千米。同時該地也是朗茲縣的縣治。

## 地理
瓦爾多斯塔的座標為30°50′48″N 83°16′59″W / 30.84667°N 83.28306°W，而該地的平均海拔高度為67米（即220英尺）。